# Sielsowiet spasski (obwód lipiecki)
Sielsowiet spasski (ros. Спасский сельсовет) – jednostka administracyjna (osiedle wiejskie) wchodząca w skład rejonu wołowskiego w оbwodzie lipieckim w Rosji.
Centrum administracyjnym sielsowietu jest wieś (ros. село, trb. sieło) Kazakowo.

## Geografia
Powierzchnia sielsowietu wynosi 45,25 km².

## Historia
Status i granice sielsowietu zostały określone ustawami obwodu lipieckiego nr 114 i nr 126 z roku 2004.

## Demografia
W 2018 roku sielsowiet zamieszkiwało 559 mieszkańców.

## Miejscowości
W skład sielsowietu wchodzą miejscowości: Kazakowo, Bogdanowa, Jefimowka, Nowoaleksiejewka, Spasskoje.